# Daphne sophia
Daphne sophia är en tibastväxtart. Daphne sophia ingår i släktet tibaster, och familjen tibastväxter.

## Underarter
Arten delas in i följande underarter:
- D. s. sophia
- D. s. taurica